# Angiolo Profeti
Angiolo Profeti (Italia, 23 de mayo de 1918-Ferrara, 1981) fue un atleta italiano especializado en la prueba de lanzamiento de peso, en la que consiguió ser subcampeón europeo en 1950.

## Carrera deportiva
En el Campeonato Europeo de Atletismo de 1950 ganó la medalla de plata en el lanzamiento de peso, llegando hasta los 15.16 metros, tras el islandés Gunnar Huseby (oro con 16.74 m que fue récord de los campeonatos) y por delante del soviético Otto Grigalka (bronce con 15.14 metros).